# 小渡船街道
小渡船街道，是中华人民共和国湖北省恩施土家族苗族自治州恩施市下辖的一个乡镇级行政单位。

## 行政区划
小渡船街道下辖以下地区：
大桥路社区、航空路社区、机场路路社区、民族路社区、大观园社区、旗峰社区、大龙潭村、何功伟村和望城坡村。